# Československá basketbalová liga 1953/1954
Mistrovství Československa v basketbalu (Přebor republiky) 1953/1954 bylo v Československu nejvyšší ligovou basketbalovou soutěží mužů, v ročníku ligy hrálo 8 družstev, z toho 2 ze Slovenska. Změna klubu: ATK Praha na ÚDA Praha. Titul  mistra Československa získala ÚDA Praha, Slavia Brno  skončila na 2. místě a Slovan ÚNV Bratislava na 3. místě.  
Konečné pořadí  1953/1954:

1. ÚDA Praha (mistr Československa 1954) - 2. Slavia Brno - 3. Slovan ÚNV Bratislava - 4. Slávia Bratislava - 5. Spartak Zbrojovka Brno - 6. Slavia Ekonom Praha - 7. Tatran Ostrava - 8. Spartak Praha Sokolovo

## Systém soutěže
- Všech 8 družstev hrálo dvoukolově každý s každým, každé družstvo 14 zápasů.

## Mistrovství Československa v basketbalu 1953/1954
| Poř. | Tým                    | Z  | V  | P  | Skóre   | Body |
| ---- | ---------------------- | -- | -- | -- | ------- | ---- |
| 1.   | ÚDA Praha              | 14 | 12 | 2  | 777:615 | 12   |
| 2.   | Slavia Brno            | 14 | 12 | 2  | 893:768 | 12   |
| 3.   | Slovan ÚNV Bratislava  | 14 | 7  | 7  | 644:622 | 7    |
| 4.   | Slávia Bratislava      | 14 | 6  | 8  | 700:715 | 6    |
| 5.   | Spartak Brno Zbrojovka | 14 | 5  | 9  | 705:730 | 5    |
| 6.   | Slavia Praha Ekonom    | 14 | 5  | 9  | 779:812 | 5    |
| 7.   | Tatran Ostrava         | 14 | 5  | 9  | 573:739 | 5    |
| 8.   | Spartak Praha Sokolovo | 14 | 4  | 10 | 775:845 | 4    |

## Sestavy (hráči, trenéři) 1953/1954
- ATK Praha: Miroslav Škeřík, Jindřich Kinský, Jaroslav Šíp, Jiří Matoušek, Jaroslav Tetiva, Jiří Tetiva, Miloslav Kodl, Radoslav Sís, Skronský, Douša, Heger, Teplý. Trenér Soudský
- Slavia Brno: Ivo Mrázek, Jan Kozák, Lubomír Kolář, Zdeněk Bobrovský, Jaroslav Tetiva, Miloš Nebuchla, Ševčík, Kummer, Swierk, Touš. Trenér Dvořák
- Slovan ÚNV Bratislava: Eugen Horniak, Josef Křepela, Miloš Bobocký, Rudolf Stanček, Karol Horniak, Milan Maršalka, Tiso, Horňák, Mihál, Silvay. Trenér L. Krnáč
- Slávia Bratislava: Dušan Lukášik, Boris Lukášik, Karol Horniak, Klementis, Seitz, Tarek, Lukáč, Likavec, Gajdár, Matisko, Kantor, Pasovský, Šimkovič. Trenér Gustáv Herrmann
- Spartak Zbrojovka Brno: Milan Merkl, I. Rosíval, Grulich, Babák, Kummer, Chlup, Helan, Linke, Šenk, Petera. Trenér L. Polcar
- Slavia Ekonom Praha: Jiří Baumruk, Nikolaj Ordnung, Zdeněk Rylich, Kadeřábek, Štědroňský, Siegel, Zbuzek, Jelšina, Kašper, Krafek, Janovský, Kocourek, Kotál, Žák, Král, Šťastný, D. Ozarčuk, Cingroš. Trenér Štépán
- Tatran Ostrava: Zdeněk Böhm, Jančálek, Hrnčiřík, Souček, Dopitá, Tošenovský, Kubric, Vanék, Zezula, Richtr, Planý, P.Bôhm . Trenér Souček
- Sparta Praha:  Josef Ezr, Václav Krása, Vladimír Lodr, Miroslav Baumruk, Kadlec, Ulrich, Nevečeřal, Žák, Šourek, Brzkovský, Potůček, Pokorný, Hora. Trenér Josef Ezr

## Zajímavosti
- ÚDA Praha od sezóny 1953/54 v řadě do sezóny 1955/56 získala tři tituly mistra Československa, první byl  v ročníku 1953/54.